# Kutik-Inshushinnak
Kutik-Inshushinak , también conocido como Puzur-Inshushinak, fue el último rey de la dinastía elamita de Awan del siglo XXIII a. C.
Sucesor del rey Khita, era posiblemente su sobrino. Es el rey más conocido de la dinastía gracias a las inscripciones que dejó. Fue gobernador de Susa antes de acceder al trono. Emprendió campañas militares en los montes Zagros, con gran éxito. Logró independizarse de Akkad, bajo cuya tutela estaba Elam, desde tiempos del rey Sargón I, pero que se había debilitado a la muerte de Naram-Sin, con el sucesor Sharkalisharri. Conquistó Susa y Anshan, logrando la unidad de Elam.
Fue el último rey que utilizó la escritura indígena protoelamita lineal para las inscripciones, pero también usó la cuneiforme acadia, que finalmente se impuso. Mantuvo una gran actividad conquistadora, constructora, y organizativa. No se sabe si el fin de la dinastía se debió a ataques de los guteos.